# Пуш, Георг Готлиб
Георг Готлиб Пуш (настоящие имя и фамилия — Ежи Богумил Кореньский) (нем. Georg Gottlieb Pusch; 15 декабря 1790, Корен-Залис, -Саксония — 2 октября 1846, Варшава, Царство Польское Российская империя) — немецко-польско-российский геолог и палеонтолог польского происхождения, педагог, минцмейстер.

## Биография
Окончил в 1810 г. Фрайбергскую горную академию. В 1811 продолжил изучать право и теологию в Лейпцигском университете.
С 1816 по 1826 год работал в качестве профессора химии и металлургии в Горной академии Кельце, был сотрудником Горной дирекции. В 1828 году участвовал в работе Берлинского конгресса натуралистов, созванном по инициативе Александра фон Гумбольдта, на котором выступил с программной речью по структуре Карпатских гор.
С 1827 жил в Варшаве, где продолжал работать членом Горного департамента Варшавы. В 1832 стал советником, руководителем горно-металлургического департамента. В 1842 был минцмейстером и получил потомственное дворянство.
Совершил 18 длительных путешествий на территории Польши и Австро-Венгерской империи, среди прочего, в 1821 — по Карпатам и Словакии, в 1829 году — в Татры.
Опубликовал многочисленные труды по химии минералов, геологии и горному делу. Одим из его самых ценных сочинений является первая польская работа по палеонтологии «Polens Paläontologie …» (Штутгарт0 1837); среди многочисленных окаменелостей, впервые описал Lioceras szaflariense, Ammonites szaflarensis, Ammonites tatricus, Phylloceras tatricum i Ptychophylloceras tatricum.
Его геологические экспедиции принесли ему репутацию, «польского Гумбольдта».
Умер во время великопольского восстания 1846 года. Похоронен на Лютеранском кладбище Варшавы.
Г. Г. Пушу посвящена почтовая марка Генерал-губернаторства 1944 года.

## Избранные труды
- Geognostischer Katechismus oder Anweisung zum praktischen Geognosiren für angehende Bergleute und Geognosten Craz und Gerlach., Freiburg 1819., 212 с.
- Geognostisch-bergmännische Reise durch einen Theil der Karpathen, Ober- und Nieder-Ungarn angestellt im Jahre 1821 (Leipzig 1824),
- Ueber die geognostische Konstitution der Karpathen und der Nordkarpathenländer («Karstens Archiv für Mineralogie, Geognosie, Bergbau und Hüttenkunde», 1829),
- Gigantopecten nodosiformis (1837)
- Bolinus (1837)
- Hydrobia inflata (1837).
- Krótki rys geognostyczny Polski i Karpat Północnych («Sławianin» 1-2, 1829—1830),
- Geognostische Beschreibung von Polen, so wie der übrigen Nordkarpathen-Länder (т. 1-2, Stuttgart i Tübingen, 1831 и 1836)
- Geologiczny opis dawnej Polski oraz krajów innych na północ od Karpat położonych (Dąbrowa 1903).